# 愛特咸 (英國國會選區)

選區在大倫敦的位置

愛特咸（英語：Eltham），英國國會一自治市選區，包括大倫敦東南部格林尼治區南部的七個地方選區。
始設於1983年。本區一直支持保守黨，在1992年起改為支持工黨。在2010年大選中，工黨的現任議員克萊武·埃福德以41.5%選票當選連任。